# Death on Two Legs (Dedicated to...)
Death on Two Legs (Dedicated to…) (укр. Смерть на двох ногах (Присвячується ...)) — заголовна пісня альбому A Night at the Opera британського рок-гурту Queen. Композицію написав Фредді Мерк'юрі, вважається, що він присвятив її першому адміністратору Queen Норману Шеффілду, з яким у членів гурту були напружені стосунки через фінансові непорозуміння. Хоча пісня не має прямих посилань на його ім'я, Шеффілд був ображений, коли почув виконання пісні і подав судовий позов, як на гурт, так і на лейбл за дифамацію, який у результаті виграв чим фактично і підтвердив, кому присвячена ця композиція.
Пісня була записана в Лондоні на Sarm East Studios у кінці 1975 року разом із деякими іншими піснями альбому.

## Музика
Композиція належить до музичного жанру рок, у ній використані наступні стилі:
- Альбомний рок[en], артрок, прогресивний рок, важкий метал, поп-рок, хард-рок.

Пісня має ритм 4/4 метра та фортепіанне арпеджіо у вступі. У композиції домінують важкі гітари, що супроводжуються потужним співом, бек-вокалом, фортепіано та контрабасом. Також тут присутній музичний шум та пронизливий крик Роджера Тейлора, який раптово переводить пісню до Сі мінору. Композиція містить безліч незалежних музичних секцій і нашарувань, що є дуже характерним для Queen тієї пори. Куплети пісні мають віртуальне розділяння темпу мелодії, а приспів повний гармонії та наповнений ударними партіями.
Американський музичний журнал Drum!, що спеціалізується на мистецтві гри на ударних інструментах, відзначив унікальну роботу Роджера Тейлора при виконанні цієї композиції.
Цікаво, що більшість гітарних партій пісні Фредді Мерк'юрі спочатку награв на фортепіано Браяну Мею, щоб показати як вони повинні звучати.

## Слова
Пісня вважається «листом ненависті» від Фредді Мерк'юрі до першого адміністратора Queen Нормана Шеффілда, через його несправедливе ставлення до учасників рок-гурту. Текст пісні складається із цілого ряду лайок та образливих висловів.
 У своєму інтерв'ю для журналу Circus Фредді Мерк'юрі зазначив:
|  | Death on Two Legs була найлютішою лірикою, яку я коли-небудь писав. Це звучало так мстиво, що Браян відчував себе погано коли співав. Мені не подобається пояснювати, що я думав, коли я писав цю пісню. Я думаю, це було жахливо, просто жахливо. Коли я помру, я хочу запам'ятатись як музикант, який мав якусь вартість і вплив. |
Оригінальний текст (англ.)
Death On Two Legs' was the most vicious lyric I ever wrote. It's so vindictive that Brian felt bad singing it. I don't like to explain what I was thinking when I wrote a song. I think that's awful, just awful. When I'm dead, I want to be remembered as a musician of some worth and substance.

Своєю чергою Норман Шеффілд у своїй книзі «Життя на двох ногах» (Live on Two Legs) відкидає звинувачення у несправедливому ставленні до учасників гурту. Особисто з Фредді стосунки загострилися, коли останній вимагав придбати йому рояль, хоча на той час, за словами Шеффілда, гурт був винний його студії Trident близько 200000 фунтів.
Найбільше його образили наступні слова із пісні, які він вважав шантажем:
|  | Ти ссеш мою кров неначе п'явка. Ти порушуєш закон і свої обіцянки... Чи не хотілося б тобі скоїти суїцид? Я думаю, що тобі варто... |
Оригінальний текст (англ.)
You suck my blood like a leech. You break the law and you breach... Do you feel like suicide? I think that you should...

Проте після приголомшливого комерційного успіху альбому  A Night at the Opera, коли гурт вирішив остаточно розірвати з Норманом Шеффілдом, з плином часу він визнав, що йому варто було б більше прислухатися до потреб членів гурту.

## Музиканти, що брали участь у записі пісні
- Фредді Мерк'юрі — вокал, бек-вокал, фортепіано
- Браян Мей — електрогітара, бек-вокал
- Джон Дікон — бас-гітара, контрабас
- Роджер Тейлор — ударна установка, бек-вокал

## Виконання на концертах
Death on Two Legs регулярно виконувалася гуртом на живих виступах включаючи The Game Tour. Пісня ввійшла до концертного альбому Live Killers, а фортепіанний вступ з цієї композиції присутній у Hot Space та The Works.
Під час живих виступів Мерк'юрі, як правило, оголошував цю пісню, як таку, що присвячується «справжньому шляхетному ублюдку» («a real motherfucker of a gentleman»). Хоча в альбомі Live Killers 1979 року це висловлювання не було допущене цензурою, та було запікано.

## Альбоми до яких увійшла композиція
| Рік  | Альбом                        | Лейбл           | Тривалість |
| ---- | ----------------------------- | --------------- | ---------- |
| 1975 | A Night at the Opera          | EMI, Elektra    | 3:43       |
| 1977 | Queen's First E.P.            | EMI             | 3:42       |
| 1979 | Live Killers                  | EMI, Elektra    | 3:31       |
| 1988 | Queen's First E.P., (CD)      | Parlophone      | 3:42       |
| 1998 | The Crown Jewels              | Hollywood       | 3:43       |
| 2008 | The Singles Collection. Том 1 | Parlophone, EMI | 3:43       |

## Зовнішні посилання
- Queen - Death on Two Legs (Official Lyric Video) [Архівовано 15 березня 2018 у Wayback Machine.] — Офіційний YouTube канал Queen(англ.)
- Спогади учасників гурту, про пісню [Архівовано 24 вересня 2018 у Wayback Machine.](англ.)